# Procédure criminelle au Canada
La procédure criminelle au Canada est une compétence de juridiction fédérale attribuée par le paragraphe 91(27) de la loi constitutionnelle de 1867. Elle se réfère à la procédure légale servant à statuer sur les accusations à l'effet qu'un individu aurait commis une infraction criminelle.

## Différence entre les systèmes civilistes et decommon law
La majorité des juridictions de droit civil suivre un système inquisitoire par lequel les juges jouent un rôle actif dans l'arbitrage et dans lequel ils entreprennent eux-mêmes les enquêtes en constituant les éléments de preuve et en pourvoyant à la préparation des rapports.
Cependant, contrairement à ces systèmes, la procédure en matière criminelle au Canada suit les principes de la common law. Par conséquent, l'on y retrouve trois fonctions distinctes et indépendantes l'une de l'autre : les juges de première instance, les enquêteurs et les procureurs. Lorsqu'une enquête a été menée à terme par les enquêteurs, les procureurs chargés de l'affaire dépose les éléments de preuve lors d'une audition préalable devant le tribunal compétent. Un juge de première instance présidera alors le procès dans lequel il ne jouera qu'un rôle d'arbitre. Fondé sur les principes du système accusatoire de règlement des différends, le procureur et l'accusé se doivent de préparer leurs arguments qui devront être présentés devant le tribunal.
Les tenants de l'un ou l'autre système ont tendance à considérer que leur système défend mieux les droits des innocents. Il y a une tendance dans les pays de common law de croire que les systèmes inquisitoires de droit civil n'ont pas la « présomption d'innocence », et ne donnent pas les droits de défense appropriés aux accusés. En revanche, il y a une tendance dans les pays de droit civil qui affirme que la procédure accusatoire favorise les accusés pouvant se payer de grandes équipes d'avocats au détriment des accusés les moins nantis. 

## Droits fondamentaux
Au Canada comme dans de nombreux pays ayant un système démocratique et privilégiant la primauté du droit, la charge de la preuve incombe à l'État. Par conséquent, les procureurs sont chargés de prouver hors de tout doute raisonnable que l'accusé est coupable de l'infraction pour laquelle il est traduit en justice. Tout doute sera interprété en faveur de l'accusé.
D'autre part, un système d'aide juridique financé par les fonds publics permet aux accusés n'ayant pas d'avocats, ou ne pouvant s'en payer, d'obtenir l'aide d'avocats lors d'une poursuite criminelle.

## Déroulement
Enquête criminelle : mandat d'arrestation, mandat de perquisition, motif raisonnable, soupçon raisonnable, fouille, saisie, arrestation, détention, droit de garder le silence.
Poursuite judiciaire : délai de prescription, arrêt des poursuites, mort civile, effet rétroactif, juridiction criminelle, extradition, habeas corpus, cautionnement, système inquisitoire, système accusatoire.
Chef d'accusation et réponse à l'accusation : interpellation, chef d'accusation, mise en accusation, réponse à l'accusation, exception libératoire, rapport présentenciel, négociation de peine.